# Dianthus diutinus
Dianthus diutinus — вид квіткових рослин з родини гвоздикових (Caryophyllaceae).

## Біоморфологічна характеристика
Рослина 20–60 см заввишки. Від кореневища розвивається кілька нерозгалужених стебел. Листки супротивні, при основі опуклі, загострені, рухаючись від нижньої частини стебла до верхівки, вони зменшуються в розмірах і стають тоншими. 2–15 квіток сидять у щільних суцвіттях чи рідше по одному. Пелюстки рожеві.

## Середовище проживання
Ендемік Угорщини й Сербії.
Зростає в первинних піщаних степах, тільки в вапнякових пісках. Це рідкісний тип середовища проживання.

## Загрози й охорона
Основною загрозою для угорських субпопуляцій є ходіння та витоптування, а деякі субпопуляції знаходяться у військових районах. У Сербії основними причинами зникнення є лісові насадження з сарановим деревом у піщаному степу, перетворення природних місць проживання в сільськогосподарські угіддя і, меншою мірою, випасання.
Рослина внесена до списку пріоритетних видів у Додатку II Оселищної директиви. В Угорщині він занесений до національного Червоного списку як перебуває під загрозою зникнення та суворо охороняється. Понад 80% популяції в Угорщині перебуває на заповідних територіях. У Сербії вид охороняється законом, однак єдине місцевість не охороняється. Занесений до національного Червоного списку як критично загрожений.